# الروبوت الكامل
الروبوت الكامل (The Complete Robot) هي مجموعة قصص خيال علمي من 33 قصة أو رواية للكاتب الأمريكي الروسي المولد إسحاق أسيموف والتي نشرها لأول مرة سنة 1982 في الولايات المتحدة الأمريكية في إطار استكمال رواياته الشهيرة عن الروبوت والرجل الآلي بصفة عامة.